# Music Sounds Better with You
«Music Sounds Better with You» — единственная песня французского хаус-трио Stardust, выпущенная 20 июля 1998 года. Это танцевальный трек, выстроенный на основе гитарного риффа, сэмплированного из песни Чаки Хан «Fate» (1981). В состав Stardust вошли продюсер Томас Бангальтер, ди-джей Алан Бракс и вокалист Бенджамин Даймонд; однако после релиза сингла трио распалось и они решили больше не выпускать новый материал, полагая, что это придало́ проекту «определённую магию и таинственность».
Первоначально сингл «Music Sounds Better with You» был выпущен на лейбле Bangalter Roulé, после чего последовал более широкий релиз на Virgin Records, в дополнение к этому был снят видеоклип за авторством Мишеля Гондри. Сингл дебютировал на 2-м месте UK Singles Chart в августе 1998 года и оставался там две недели, став одним из самых кассовых синглов Великобритании того года; он также провёл две недели на вершине американского чарта Billboard Dance Club Songs. Сингл получил «платиновый» сертификат в Австралии и Великобритании, «золотой» в Бельгии и «серебряный» во Франции. Критики высоко оценили песню — ряд изданий назвал её одной из лучших танцевальных композиций всех времён.

## Запись
В середине 1990-х диджей Алан Бракс познакомился с Томасом Бангальтером из Daft Punk и подарил ему демо своего трека «Vertigo»; Бангальтер выпустил трек на своём лейбле Roulé в 1997 году. После релиза Бракс выступил в парижском клубе Rex с Бангальтером на клавишных и Бенджамином Даймондом на вокале (другом Бракса). Они сочинили первую версию «Music Sounds Better with You» для этого шоу, используя закольцованный сэмпл из песни «Fate» (1981) Чаки Хан, семплированный с помощью E-mu SP-1200.
После выступления трио доработало трек в домашней студии Бангальтера, Daft House. Они добавили басовую партию, используя синтезатор Korg Trident, ударные с помощью драм-машины Roland TR-909 и фортепиано Rhodes. Инструментальная часть была скомпонована с помощью семплерной клавиатуры Ensoniq ASR-10, отдельными частями мелодии. Вокал Даймонда и финальная звуковая дорожка были сжаты с помощью Alesis 3630 .
В создании текста были задействованы все три участника группы; изначально в песне было больше строк, однако, впоследствии, некоторые было решено удалить. Даймонд считал, что сжатый текст был «похож на мантру … которую каждый понимал по-своему». Бракс вспоминал, как трио слушало готовую песню: «Мы были очень счастливы, потому что чувствовали, что достигли чего-то оригинального и совершенно нового в этой форме».

## Релиз
Сингл «Music Sounds Better with You» был выпущен на лейбле Bangalter Roulé в начале 1998 года. По словам Бракса, вначале песня сбила с толку парижскую клубную публику: «Людям не потребовалось много времени, чтобы понять структуру трека и начать под него танцевать, но при первом прослушивании реакция была такой: „Что это?“». Сингл предназначался для диджеев, но спрос на него вырос после того, как копии были распространены на Зимней музыкальной конференции в Майами в 1998 году. По словам менеджера Roulé Гильдаса Лоэка, ди-джей BBC Radio 1 Пит Тонг был первым радио-ди-джеем, поставившем его в эфир. Лоэк и Даймонд отмечали, что тираж сингла на лейбле составил от 250 000 до 400 000 копий.
Бангальтеру не понравилось давление и внимание, которое привлёк сингл, поскольку его лейбл Roulé «задумывался как хобби, творческая платформа». Stardust продала права на распространение сингла мейджеру Virgin Records, который продал более двух миллионов копий по всему миру на виниле и компакт-дисках. Лейбл выпустил его на CD и аудиокассетах в Великобритании — 10 августа 1998 года. В США его начали транслировать на танцевальных радиостанциях 15 сентября 1998 года, после чего 22 сентября последовал коммерческий релиз. Сингл возглавил чарт Billboard Dance Club Songs, пробыв на вершине в течение двух недель и достиг 62-го места в Billboard Hot 100. Песня также возглавила чарты Греции и Испании и вошла лучшую десятку как минимум в девяти других странах. «Music Sounds Better with You» получил «платиновую» сертификацию в Австралии и Великобритании, «золотую» в Бельгии и «серебряную» во Франции.

## Музыкальное видео
Музыкальное видео на песню было снято режиссёром Мишелем Гондри. В видео мальчик строит модель самолёта, в то время как участники Stardust в белых костюмах и с «металлическими» головами выступают по телевидению. DJ Mag назвал видео «очаровательным» и «мечтательным». Публицист журнала Insomniac Джонни Коулман писал, что видео «помогает укрепиться во мнении, что вся эта концепция, окружающая Stardust, должна существовать в каком-то другом знакомом, но в то же время чуждом ограниченном пространстве, в чём-то призрачном, но все же теплом и манящем».

## Отзывы критиков
| Оценки критиков | Оценки критиков |
| Источник        | Оценка          |
| --------------- | --------------- |
| AllMusic        | [ 18 ]          |

Джон Буш из AllMusic описал «Music Sounds Better with You» как «один из самых неотразимых и возвышенных танцевальных синглов десятилетия». Ларри Флик из Billboard назвал его «песенкой в европейском стиле» с «заразительным маленьким хуком и солидным басом в стиле олдскульного диско… мастерское исполнение наполняет её освежающей энергией». Другой редактор портала, Аннабель Росс, назвала песню «возвышенной в своей простоте» и назвала её одной из лучших танцевальных песен всех времён. Брюс Тантум из DJ Mag писал, что песня «на самом деле не старается произвести большого впечатления, да и не должна. Она существует в состоянии доставляющего удовольствие совершенства».
В 2001 году журнал Mixmag поставил песню на 11-е место своего списка величайших танцевальных песен всех времён, а в 2013 году — поднял до 6-й строчки. В 2018 году Mixmag включил песню в свой список «Vocal House: 30 величайших гимнов всех времён». Портал Pitchfork поставил «Music Sounds Better with You» на 46-е место среди лучших песен 1990-х и включил её в The Pitchfork 500, альманах лучших песен с 1977 по 2008 годы. В 2011 году журнал Slant Magazine поместил её на 99-е место своего рейтинга «100 лучших синглов 1990-х». В 2012 году музыкальный сайт Porcys назвал песню лучшим синглом десятилетия. В 2015 году британский журнал New Musical Express включил данную композицию в свой список «500 величайших песен всех времён», разместив её в нём на 263-й позиции. В 2017 году портал BuzzFeed отметил её на 72-й строчке среди лучших танцевальных песен 1990-х.

## Наследие
По данным Billboard, Virgin предложили Бангальтеру контракт на 3 миллиона долларов за выпуск полноценного альбома Stardust. Группа создала пять или шесть демозаписей, однако решила ограничить проект одной песней. Бракс отметил, что не планирует выпуск этих демо: «Я думаю, что это придаёт синглу определённую магию и таинственность». Помимо дебютного шоу в Rex Club, Stardust выступили ещё только один раз — это был 30-минутный сет на музыкальном фестивале Borealis в Монпелье.
Бракс и Даймон возобновили сольные карьеры; последний сетовал, что ему было трудно вернуться к собственному музыкальному стилю после Stardust, и его звукозаписывающая компания (Sony) оказывала на него давление, чтобы он выпускал больше музыки, похожей на «Music Sounds Better with You». Бангальтер продолжил выступать в рамках дуэта Daft Punk, вместе со своим напарником Ги-Мануэлем де Омем-Кристо. Во время концертного тура Alive 2006/2007 Daft Punk исполнили мэшап из «Music Sounds Better with You» и своей песни «One More Time» (2000); выступление было включено в бонус-диск концертного альбома Alive 2007. Pitchfork назвал это сочетание «настолько „черт возьми“ охренительным, что оно могло бы стать совершенно безвкусным, если бы не получилось таким блаженным».
В 2011 году Big Time Rush семплировали эту песню для своего трека «Music Sounds Better with U». Также, композиция фигурирует на одной из вымышленных радиостанций видеоигры Grand Theft Auto V. В 2019 году Stardust обновили песню к своему 20-летию; сингл был переиздан звукозаписывающей компанией Because, а также размещён на некоторых стриминговых платформах.

## Список композиций
| №                   | Название                       | Длительность |
| ------------------- | ------------------------------ | ------------ |
| 1.                  | «Music Sounds Better with You» | 6:48         |
| Общая длительность: | Общая длительность:            | 6:48         |

| №                   | Название                                           | Длительность |
| ------------------- | -------------------------------------------------- | ------------ |
| 1.                  | «Music Sounds Better with You» (radio edit)        | 4:21         |
| 2.                  | «Music Sounds Better with You» (12-inch club mix)  | 6:48         |
| 3.                  | «Music Sounds Better with You» (Bob Sinclar Remix) | 6:46         |
| Общая длительность: | Общая длительность:                                | 17:45        |

| №                   | Название                                                            | Длительность |
| ------------------- | ------------------------------------------------------------------- | ------------ |
| 1.                  | «Music Sounds Better with You» (radio edit)                         | 4:21         |
| 2.                  | «Music Sounds Better with You» (12-inch club mix)                   | 6:48         |
| 3.                  | «Music Sounds Better with You» (Bibi & Dim's Anthem from Paris Mix) | 10:28        |
| 4.                  | «Music Sounds Better with You» (Chateau Flight Remix)               | 7:14         |
| Общая длительность: | Общая длительность:                                                 | 28:51        |

| №                   | Название                                                              | Длительность |
| ------------------- | --------------------------------------------------------------------- | ------------ |
| 1.                  | «Music Sounds Better with You» (Bibi & Dimitri Anthem from Paris Mix) | 10:28        |
| 2.                  | «Music Sounds Better with You» (DJ Sneak's 32 on Red Dub Mix)         | 5:40         |
| 3.                  | «Music Sounds Better with You» (Chateau Flight Remix)                 | 7:14         |
| 4.                  | «Music Sounds Better with You» (DJ Sneak's 32 on Red Mix)             | 8:16         |
| Общая длительность: | Общая длительность:                                                   | 31:38        |

| №                   | Название                                    | Длительность |
| ------------------- | ------------------------------------------- | ------------ |
| 1.                  | «Music Sounds Better with You»              | 6:43         |
| 2.                  | «Music Sounds Better with You» (radio edit) | 4:20         |
| Общая длительность: | Общая длительность:                         | 11:03        |

## Участники записи
| Stardust - Томас Бангальтер — гитара, продюсирование, тест, микширование - Алан Бракс — продюсирование, текст, микширование - Бенджамин Даймонд — вокал, текст | Дополнительные музыканты - Доминик Кинг — текст - Фрэнк Маскер — текст - Чака Хан — сэмплы |  |

## Чарты
| Чарт (1998)                             | Высшая позиция |
| --------------------------------------- | -------------- |
| Австралия (ARIA)                        | 4              |
| Австрия (Ö3 Austria Top 40)             | 24             |
| Бельгия/Фландрия (Ultratop 50)          | 18             |
| Бельгия/Валлония (Ultratop 50)          | 12             |
| Canada (Nielsen SoundScan)              | 2              |
| Канада (RPM Dance/Urban)                | 5              |
| Denmark (IFPI)                          | 17             |
| Europe (Eurochart Hot 100)              | 5              |
| Finland (Suomen virallinen singlelista) | 12             |
| Франция (SNEP)                          | 10             |
| Германия (GfK)                          | 26             |
| Greece (IFPI)                           | 1              |
| Iceland (Íslenski Listinn Topp 40)      | 4              |
| Ирландия (IRMA)                         | 5              |
| Italy (Musica e dischi)                 | 2              |
| Нидерланды (Dutch Top 40)               | 17             |
| Нидерланды (Single Top 100)             | 15             |
| Новая Зеландия (Recorded Music NZ)      | 8              |
| Норвегия (VG-lista)                     | 14             |
| Шотландия (Scottish Singles Chart)      | 2              |
| Spain (AFYVE)                           | 1              |
| Швеция (Sverigetopplistan)              | 27             |
| Швейцария (Schweizer Hitparade)         | 7              |
| Великобритания (UK Singles Chart)       | 2              |
| США (Billboard Hot 100)                 | 62             |
| США (Billboard Dance Club Songs)        | 1              |
| 2                                       |                |

| Чарт (1998)                        | Позиция |
| ---------------------------------- | ------- |
| Australia (ARIA)                   | 36      |
| Belgium (Ultratop 50 Flanders)     | 94      |
| Belgium (Ultratop 50 Wallonia)     | 76      |
| Canada Dance (RPM)                 | 15      |
| Europe (Eurochart Hot 100)         | 30      |
| France (SNEP)                      | 30      |
| Iceland (Íslenski Listinn Topp 40) | 77      |
| Netherlands (Dutch Top 40)         | 60      |
| Netherlands (Single Top 100)       | 74      |
| Sweden (Sverigetopplistan)         | 100     |
| Switzerland (Schweizer Hitparade)  | 48      |
| UK Singles (OCC)                   | 11      |

| Чарт (1999)             | Позиция |
| ----------------------- | ------- |
| UK Airplay (Music Week) | 37      |

## Сертификация
| Регион | Сертификация | Продажи   |
| --- | ------------ | --------- |
| Австралия (ARIA) | Платиновый   | 70 000^   |
| Бельгия (BEA) | Золотой      | 25 000*   |
| Франция (SNEP) | Серебряный   | 125 000*  |
| Великобритания (BPI) | Платиновый   | 600 000^  |
| США | —            | 140,000   |
| Итого |              |           |
| Мир | —            | 2,000,000 |
| * Данные о продажах приведены только на основе сертификации. ^ Данные о тиражах приведены только на основе сертификации. |              |           |